# Summer Game Fest
Summer Game Fest（サマーゲームフェスト）は、カナダのゲーム評論家ジェフ・キーリーが毎年夏に開催されるゲームイベント。今後発売予定のゲーム作品を一挙紹介するイベントで、年末のThe Game Awardsと並ぶビッグイベント。

## 概要
本フェスは2020年のE3やゲームズコムが新型コロナ感染拡大で中止を受け、キーリー自らが企画したもので、第1回は同年5月に開催。以降は毎年6月にYouTubeシアターで実施されている。